# Tarauacá
Tarauacá est une ville brésilienne du nord-ouest de l'État de l'Acre. Sa population était estimée à 30 711 habitants en 2006. La municipalité s'étend sur 15 553 km2.